# Große Kinigat
Große Kinigat (italsky Monte Cavallino) je po Hohe Warte, Kellerspitze a Hochweißsteinu se svými 2689 m n. m. čtvrtou nejvyšší horou hlavního hřebene Karnských Alp a leží na státní hranici mezi rakouským Východním Tyrolskem a italskou provincií Belluno.

## Historie
Prvovýstup uskutečnil 21. července 1898 Anton Victorin ze Sillianu s Peterem Tassenbacherem, kteří ve stejnou dobu vystoupili na Königswand (2686 m n. m.).
Na vrcholu, o který se během první světové války vedly velké boje, ve kterých italská armáda chtěla získat přístup do údolí Pustertal, byl v červenci 1979 vztyčen Evropský kříž. Tento projekt podpořila obec Kartitsch a místní střelecká společnost, ale také občané sousední italské obce Comelico Superiore. Při slavnostním odhalení vrcholového kříže, které bylo spojeno s horskou mší slouženou v němčině a italštině, připevnili starostové obou obcí také pamětní desku s nápisem "Nikdy více válku". Evropský kříž se stal symbolem znovuobjeveného míru, kdysi znepřátelených etnických skupin.
I dnes se milovníci hor každoročně setkávají, obvykle poslední neděli v srpnu, na horské mši Kinigat, které se účastní i biskupové z Belluna a Innsbrucku.

## Galerie

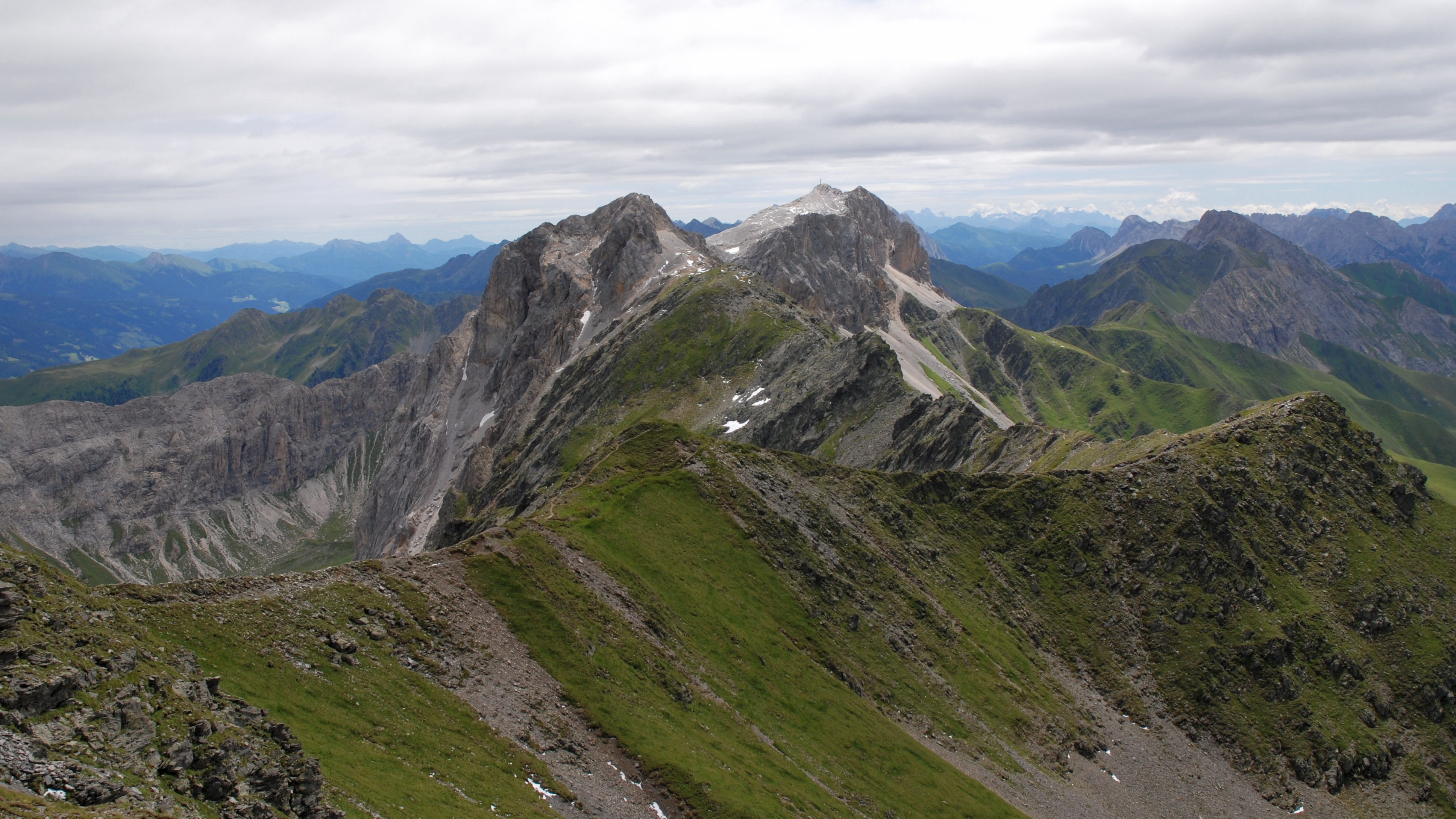
Kleine a Große Kinigat
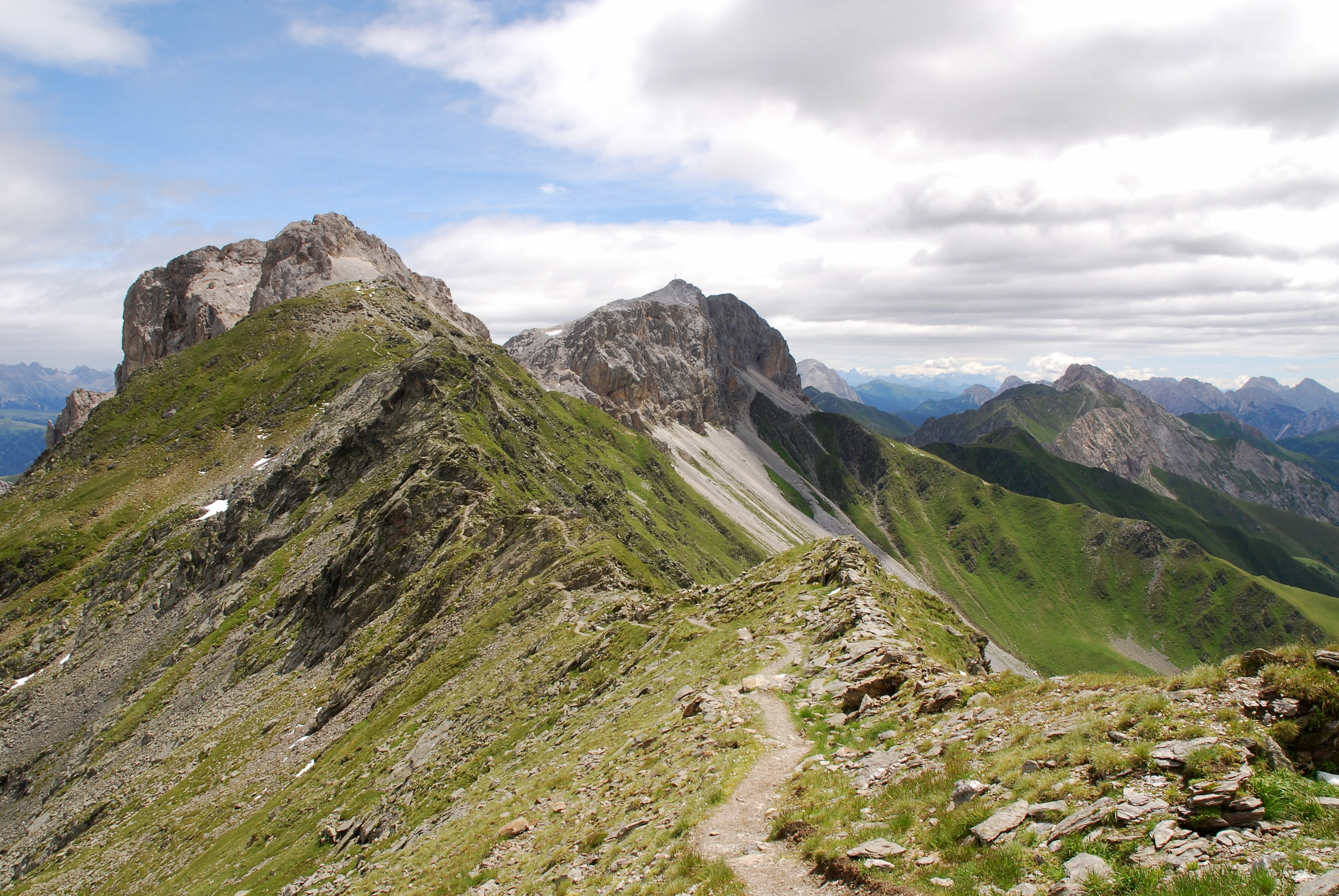
Kleine a Große Kinigat
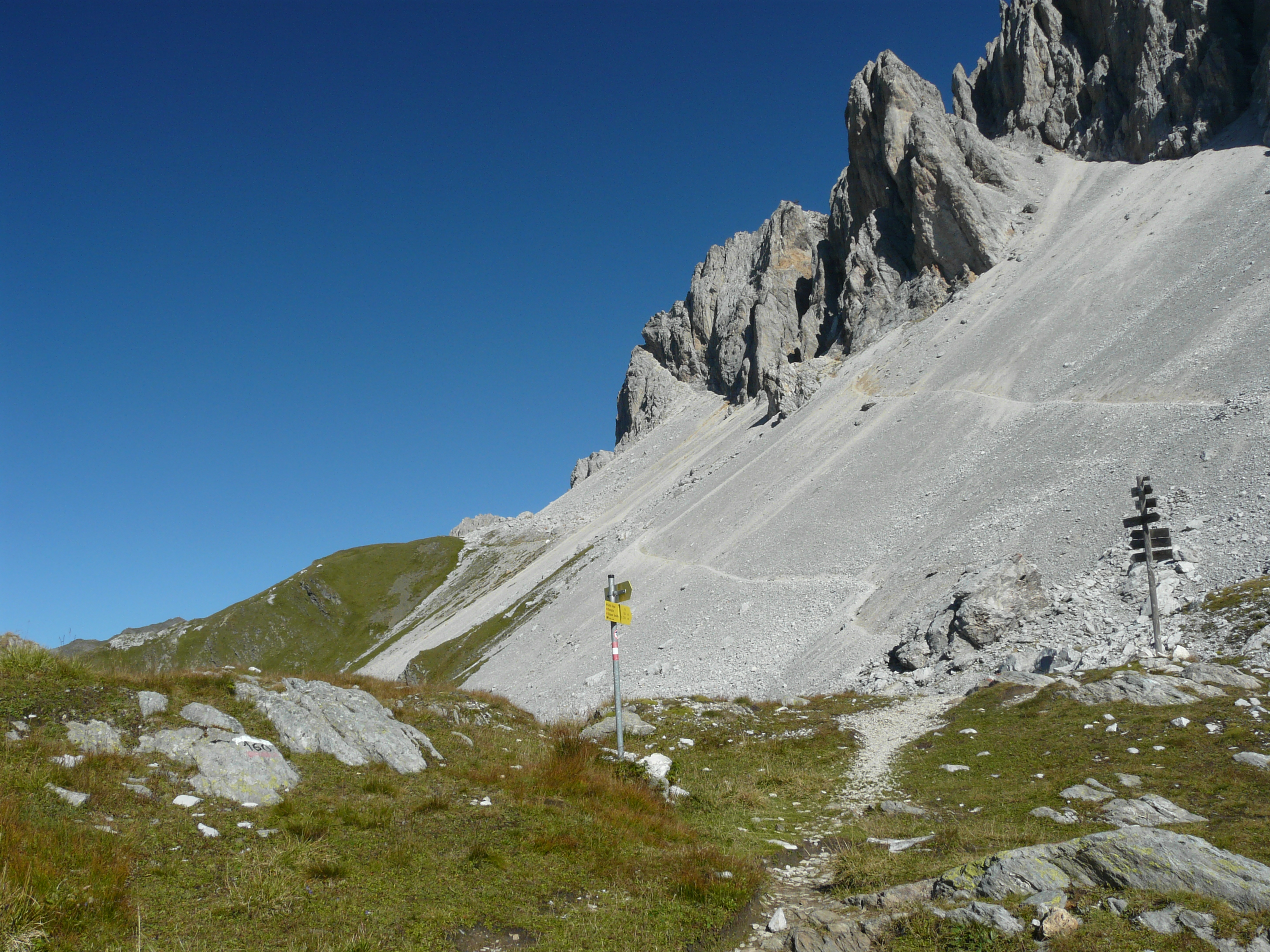
Karnische Höhenweg severně od Große Kinigat
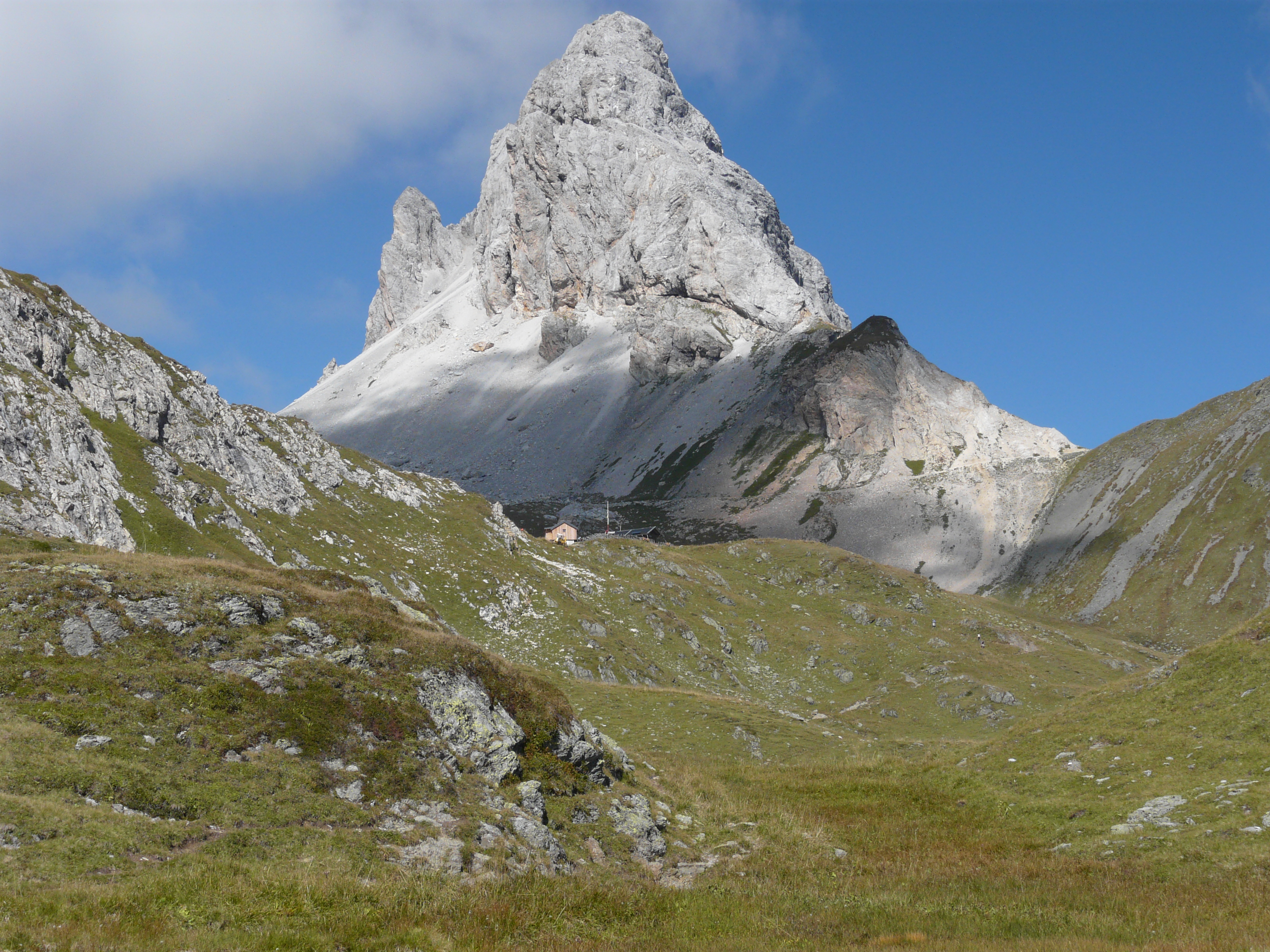
Filmoor-Standschützenhütte a Große Kinigat